# Budziaki (województwo łódzkie)
Budziaki – wieś w Polsce położona w województwie łódzkim, w powiecie wieluńskim, w gminie Pątnów. Miejscowość wchodzi w skład sołectwa Dzietrzniki.
| SIMC    | Nazwa     | Rodzaj    |
| ------- | --------- | --------- |
| 0709365 | Pustkowie | część wsi |

W latach 1975–1998 miejscowość administracyjnie należała do województwa sieradzkiego.